# Shiira
Shiira är en webbläsare för Mac OS. Renderingsmotorn i Shiira är baserad på den öppna källkoden från KHTML som även är motorn i Konqueror. Shiira kan i det närmaste beskrivas som  Safari med fler funktioner.
Fler funktioner
- Äkta fullskärmsläge
- Shiira mini - en widget för webbsurf till Dashboard i Mac OS X 10.4 eller senare
- RSS-klient
- Flikar - dels klassiska i fönstrets överkant, men även alternativt som en docka i fönstrets underkant med förhandsvisning av webbsidorna.
- Nedladdningshantering som klarar nedladdning till datummärkta mappar
- Möjlighet för ändring av User Agent (fram till och med version 1.2.2 - oklart om det finns i version 2.0 eller senare)
- Bokmärken, med möjlighet att nyttja bokmärken från andra webbläsare (Safari och Firefox) utan import
- Möjlighet att starta programmet med de webbsidor som var framme vid senaste avslut/krasch.

## Versionshistorik
- 2.0 (2007-04-2x)
  - Möjlighet att starta programmet med de webbsidor som var framme vid senaste avslut/krasch.

- 2.0b2 (2006-12-06)
  - Buggfixar. Nya funktioner.

- 2.0b1 (2006-08-06)
  - Nytt gränssnitt
  - Kräver Mac OS X 10.4 på grund av Core Data-användningen

- 1.2.2 (2006-03-14)

- 1.2.1
  - Universal Binary.